# Liste der Umweltminister von Mecklenburg-Vorpommern
Liste der Umweltminister von Mecklenburg-Vorpommern.

## Umweltminister Mecklenburg-Vorpommern (seit 1990)
| Name                                                                 | Amtsantritt                                       | Kabinett                                | Partei              |
| Minister für Umwelt                                                  | Minister für Umwelt                               | Minister für Umwelt                     | Minister für Umwelt |
| -------------------------------------------------------------------- | ------------------------------------------------- | --------------------------------------- | ------------------- |
| Petra Uhlmann                                                        | 28. Oktober 1990                                  | Gomolka                                 | CDU                 |
| Minister für Natur und Umwelt                                        |                                                   |                                         |                     |
| Petra Uhlmann                                                        | 19. März 1992                                     | Seite I                                 | CDU                 |
| Martin Brick (kommissarisch)                                         | 31. März 1993                                     | Seite I                                 | CDU                 |
| Frieder Jelen                                                        | 20. April 1993                                    | Seite I                                 | CDU                 |
| Minister für Bau, Landesentwicklung und Umwelt                       |                                                   |                                         |                     |
| Jürgen Seidel                                                        | 8. Dezember 1994                                  | Seite II                                | CDU                 |
| Bärbel Kleedehn                                                      | 7. Mai 1996                                       | Seite II                                | CDU                 |
| Minister für Umwelt                                                  |                                                   |                                         |                     |
| Wolfgang Methling                                                    | 3. November 1998 6. November 2002                 | Ringstorff I Ringstorff II              | PDS                 |
| Minister für Landwirtschaft, Umwelt und Verbraucherschutz            |                                                   |                                         |                     |
| Till Backhaus                                                        | 7. November 2006 6. Oktober 2008 25. Oktober 2011 | Ringstorff III Sellering I Sellering II | SPD                 |
| Minister für Landwirtschaft und Umwelt                               |                                                   |                                         |                     |
| Till Backhaus                                                        | 1. November 2016 4. Juli 2017                     | Sellering III Schwesig I                | SPD                 |
| Minister für Klimaschutz, Landwirtschaft, ländliche Räume und Umwelt |                                                   |                                         |                     |
| Till Backhaus                                                        | 15. November 2021                                 | Schwesig II                             | SPD                 |